# تپه هایدان
تپه هایدان مربوط به عصر آهن است و در شهرستان مشگین‌شهر، بخش مرکزی، دهستان مشکین شرقی، روستای بیجق واقع شده و این اثر در تاریخ ۲۷ آبان ۱۳۸۶ با شمارهٔ ثبت ۲۰۲۸۹ به‌عنوان یکی از آثار ملی ایران به ثبت رسیده است.